# Peter Germain
Peter Germain (Saint-Marc, 22 gennaio 1982) è un calciatore haitiano, centrocampista del Baltimore.

## Carriera

### Nazionale
Ha debuttato in Nazionale nel 2001. Ha partecipato, con la Nazionale, alla Gold Cup 2007. Ha collezionato in totale, con la maglia della Nazionale, 66 presenze e tre reti.